# Chocolá
Chocolá es un sitio arqueológico prehispánico maya, del período preclásico, que alcanzó su mayor desarrollo entre ca 1000 a. C. y 200 d. C. El sitio está ubicado en la zona sur de la región maya, que durante mucho tiempo por los investigadores ha sido fundamental para el alto grado de desarrollo de la civilización maya clásica, y un supuesto nexo entre olmecas, mayas, y otras culturas y grupos etno-lingüísticos.Este sitio es conocido por su importancia en la agricultura y producción de cacao, así como por sus sofisticados sistemas hidráulicos.
Chocolá se ubica en la municipalidad de San Pablo Jocopilas, en el sur del departamento de Suchitepéquez, Guatemala. Actualmente se emplaza una aldea en el sitio de la antigua Chocolá.

## Descripción del sitio
Situada en una meseta debajo de cordilleras volcánicas al norte y al este, y a una altura de 500-1000 metros, el sitio se compone de tres grupos generales que se extienden en un área de aproximadamente 6 por 2 kilómetros, orientadas de norte a sur. Hacia el norte, grandes montículos de plataforma correspondían a las residencias de la élite, contando con complejas redes hidráulicas de canales empedrados que llevaban el agua desde  napas subterráneas.
En estos recintos se construyeron grandes palacios; de la Estructura 7-1, de cerca de 25 por 25 metros y 5 metros de alto, se han recuperado finas vasijas completas, probablemente ofrendas votivas colocadas durante la construcción del edificio. 
En el céntrico barrio antiguo ubicado más al sur, hay montículos piramidales de hasta 25 metros que eran utilizados como estructuras administrativas. Algunas investigaciones arqueoastronómicas han identificado similitudes fundamentales entre la alineación de las estructuras en el centro administrativo de la ciudad con las mediciones primordiales que posibilitaron el desarrollo del calendario maya. Aún más al sur, en las zonas más planas figuran las casas comunes y talleres. Hasta el momento, cientos de miles de artefactos han sido encontrados, entre ellos vasijas completas, monumentos esculpidos, altares y figuras; la mayoría de estos objetos datan del Preclásico. Alrededor del sitio hay varias cuevas que aún son consideradas sagradas por los habitantes actuales de la zona.
Los investigadores han hipotetizado que una razón que justificaría el desarrollo temprano de tal complejidad en Chocolá es el cultivo intensivo del cacao para comerciarlo a gran escala.   Investigaciones en Kaminaljuyú, en el altiplano central de Guatemala, y en Takalik Abaj, en el suroeste guatemalteco, en las últimas décadas, mostraron la fuerte relación entre estas dos regiones. Estos centros, además de otros sitios cercanos, como Chocolá, participaron en distintas redes políticas, compartiendo ideologías, tecnología y economía.

## Investigaciones arqueológicas
Un complejo de más de 100 estructuras fue descubierto por Karl Sapper en los últimos años del siglo xix.
En la década de 1920, Robert Burkitt excavó los montículos A, B y otro al que no se le asignó nomenclatura, además realizó un mapa esquemático y descubrió el Monumento 1. El descubrimiento de Burkitt del Monumento 1, una estela tallada del estilo “Miraflores”, provocó interés en los investigadores, sugiriendo si es que Chocolá pudo haber sido un importante centro político con diferentes conexiones políticas con Kaminaljuyú. Esta estela tiene similitudes extraordinarias en cuanto a estilo y contenido a la Estela 10 de Kaminaljuyú, un gigantesco trono que es el monumento más grande del sitio.
En 2003, se iniciaron excavaciones a largo plazo por parte del Proyecto Arqueológico Chocolá (PACH), las que han explorado los desarrollos sociales y culturales que llevaron al apogeo del período clásico maya. Entre 2003 y 2005, se descubrieron redes empedradas de canalización, con una extensión de al menos 1.5 kilómetros, demostrando conocimientos sofisticados de ingeniería hidráulica. La etnohistoria previa y posterior a la Conquista de Yucatán asegura que Soconusco, Suchitepéquez, y Escuintla fueron importantes centros productores de cacao, y que estas redes corresponden a canales de regadío para los cultivos en los alrededores de Chocolá.

### Sistema hidráulico
Las excavaciones junto a la estructura 15-1 dejaron al descubierto un sistema de canales que corren en diferentes direcciones, siguen orientaciones rectas o rectilíneas adaptadas al terreno: existen ramificaciones y particularmente notable fue el hallazgo de una caja de distribución de agua.

### Monumentos y cerámica
El PACH realizó un inventario de escultura con 30 monumentos entre esculturas en bajo relieve (monumentos 1 y 22). Estos monumentos personifican elegantes personajes centrales de pie y elaborados trajes con una gran profusión de referentes simbólicos, tienen detalles de volutas finamente incisas y la composición completa va enarcada en la mayoría de los casos. Es frecuente ver a los personajes descalzos o con sandalias.
Varios sitios menores y cercanos como San Antonio Suchitepéquez, Santo Tomás La Unión, La Ceiba y San Francisco Zapotitlán en Suchitepéquez y Chiajij, en Sololá, muestran los mismos rasgos escultóricos y cerámicos, por lo que se cree que fueron subordinados a Chocolá.
Chocolá posee, al igual que Tak'alik Ab'aj, representaciones de dos de los estilos más importantes del periodo Preclásico, estos monumentos en bajo relieve que son asociados estilísticamente al inicio de la civilización maya, y representaciones de barrigones que datan del Preclásico Medio y Preclásico Tardío.